# Fosciandora
Fosciandora – miejscowość i gmina we Włoszech, w regionie Toskania, w prowincji Lukka.
Według danych na rok 2004 gminę zamieszkiwało 670 osób, 35,3 os./km².